# 黃易 (順治進士)
黃易（？—？），廣東海丰县坊廓都人，清朝政治人物。

## 生平
順治十六年（1659年）己亥科進士，授福建汀州府归化县知县，后追赠福建按察司佥事，奉政大夫。